# 名護市女子中学生拉致殺害事件
名護市女子中学生拉致殺害事件（なごしじょしちゅうがくせいらちさつがいじけん）は、1996年（平成8年）6月21日に日本の沖縄県（沖縄本島）で発生した、わいせつ略取・強姦・殺人・死体遺棄・窃盗事件。
犯人の男2人組（本文中「Y」および「U」）は同日夕方、名護市伊差川の農道で、帰宅途中の女子中学生A（当時15歳：市立羽地中学校3年生）を、ワゴン車（白いワンボックスカー）で拉致した。その後、2人は2回にわたってAを強姦した上で、同日夜に国頭郡国頭村の山中で、Aの首をロープで絞めて殺害し、死体を国頭村楚洲の山中に遺棄した。2人は犯行後、約半年間にわたって逃亡を続けていたが、同年12月に犯行車両を盗んだとして指名手配されていた犯人の1人 (Y) が自首し、Aを殺害して遺棄した旨を自供したことで、1997年（平成9年）1月1日にAの遺体が発見され、残る1人 (U) も同月に逮捕された。沖縄女子中学生強姦殺人事件と呼称される場合もある。
殺人罪などの被告人として起訴された犯人2人は、刑事裁判でいずれも死刑を求刑されたが、第一審（那覇地裁）・控訴審（福岡高裁那覇支部）ともに無期懲役の判決を言い渡され、1999年（平成11年）10月に無期懲役が確定している。
本事件は、沖縄県内では類を見ない凶悪事件として、大きな衝撃を与えた。事件発生から、Aの遺体が発見されるまでの約半年間に、沖縄県警のみならず、地元住民や学校教職員らも（当時行方不明だった）Aを捜索する活動に加わり、大規模かつ長期的な捜査が展開されたが、600人規模の特別捜査本部の設置、被害者の情報を公表した公開捜査、全県での地元住民らによる一斉捜索、県知事（当時は大田昌秀）による事件捜査への協力の呼び掛けなどは、いずれも沖縄県内で発生した事件としては異例のものだった。また、那覇地裁 (1998) は判決理由で、「地元や県のみならず、社会一般に不安・恐怖を与えた事件」と判示している。

## 略年表
| 事件前         | 事件前             | 事件前          | 事件前 | 事件前 |
| 段階           | 年                 | 月日            | 出来事 | 出来事 |
| -------------- | ------------------ | --------------- | --- | --- |
| 事件前         | 1995年（平成7年）  | 3月             | 犯人Uが沖縄に渡ってくる。その後、ホームレス生活を送っていたが、那覇市内の人材派遣会社に誘われ、日雇いの建設作業員として働き始める。                                                       | 犯人Uが沖縄に渡ってくる。その後、ホームレス生活を送っていたが、那覇市内の人材派遣会社に誘われ、日雇いの建設作業員として働き始める。                                                                  |
| 事件前         | 1996年（平成8年）  | 1月             | 借金を抱えた犯人Yが沖縄に渡ってくる。その後、Uと同じ会社で働き始める。 | 借金を抱えた犯人Yが沖縄に渡ってくる。その後、Uと同じ会社で働き始める。 |
| 事件前         | 1996年（平成8年）  | 6月14日         | YとU（以下「犯人2人」）が那覇市内のホテル駐車場で、勤務先の経営者が所有していた白いワンボックスカー（犯行車両）を盗む。 その後、2人は辺戸岬（国頭村）付近の海岸で車中泊をするようになる。 | YとU（以下「犯人2人」）が那覇市内のホテル駐車場で、勤務先の経営者が所有していた白いワンボックスカー（犯行車両）を盗む。 その後、2人は辺戸岬（国頭村）付近の海岸で車中泊をするようになる。            |
| 事件前         | 1996年（平成8年）  | 6月19日         | 犯人2人が辺戸岬の海岸で、立ち往生していた観光客の車を助け、記念撮影を受ける。 一方で2人はこのころ、女性を拉致して強姦することを計画し始める。                                             | 犯人2人が辺戸岬の海岸で、立ち往生していた観光客の車を助け、記念撮影を受ける。 一方で2人はこのころ、女性を拉致して強姦することを計画し始める。                                                        |
| 事件当日       |                    |                 | | |
| 拉致           | 1996年（平成8年）  | 6月21日         | 犯行前 | 朝、被害者Aが通学していた名護市立羽地中学校の校門前で、犯行車両に似た車が目撃される。 犯行直前、羽地中の校門前で犯行車両が目撃される。                                                               |
| 拉致           | 1996年（平成8年）  | 6月21日         | 19時5分 | 犯人2人、名護市の農道で下校途中の被害者Aを犯行車両（白いワンボックスカー）に押し込んで拉致。 |
| 拉致           | 1996年（平成8年）  | 6月21日         | 19時9分 | 拉致の様子を見ていた住民が110番通報。 3分後（19時12分）、沖縄県警が名護市内などで緊急配備を実施したが、犯行車両は検問に掛からなかった。                                                              |
| 強姦           | 1996年（平成8年）  | 6月21日         | 20時ごろ | 犯人2人、国頭村の私道上などでAを暴行。その後、財布から200円を奪い、Aを殺害することを決める。 |
| 殺害・死体遺棄 | 1996年（平成8年）  | 6月21日         | 21時30分ごろ | 犯人2人、国頭村の山中でAを殺害し、死体を山中に遺棄。 犯行後、2人は翌22日に犯行車両を辺戸岬付近に放置し、同日から徒歩やヒッチハイクなどで本島を南下。同月26日、浦添市に到達した。                     |
| 捜査の経緯     |                    |                 | | |
| 段階           | 年                 | 月日            | 捜査機関 | 出来事 |
| 捜査           | 1996年（平成8年）  | 6月22日         | 沖縄県警 | 県警や地元住民らにより、本格的な捜索活動が開始される。 翌23日、県警は名護署に捜査本部を、市民対策本部が設置される。                                                                                  |
| 捜査           | 1996年（平成8年）  | 6月25日         | 沖縄県警 | 沖縄県教育長の仲里長和、県民に捜査への協力を呼び掛ける。同日、県警は捜索範囲を本島中部にも拡大。 |
| 捜査           | 1996年（平成8年）  | 6月27日         | 沖縄県警 | 県警、全県を捜索対象に拡大。また、捜査本部を特別捜査本部（特捜本部）に強化し、各警察署に「女子中学生ら致事件対策室」を設置。 翌28日、特捜本部が被害者Aの氏名や顔写真などを公開。                     |
| 捜査           | 1996年（平成8年）  | 7月5日          | 沖縄県警 | 辺戸岬付近で、盗難車として届け出られていた犯行車両が発見されるが、特捜本部は同日、「事件との関連性は薄い」と発表。 一方で18日、那覇署は犯人2人を窃盗容疑で全国に指名手配。                           |
| 捜査           | 1996年（平成8年）  | 7月11日 - 21日  | 沖縄県警 | 11日、大田昌秀県知事が県民に対し捜索活動への協力を呼び掛ける。 翌12日と21日、2度にわたる県内一斉捜索が展開されたが、手掛かりは得られず。                                                             |
| 捜査           | 1996年（平成8年）  | 8月             | 沖縄県警 | 県警、指名手配中の被疑者Yの故郷（種子島）や、家族の在住地（愛知県）に捜査員を派遣。 一方、Yは同月下旬にフェリーで鹿児島まで渡り、同年12月下旬まで中国・四国地方を転々とする。                        |
| 捜査           | 1996年（平成8年）  | 12月15日        | 沖縄県警 | 市民対策本部、沖縄2紙（『沖縄タイムス』『琉球新報』）の朝刊に特別広告を掲載。犯人に対しAの解放を、市民に対し捜査への協力をそれぞれ喚起。                                                             |
| 逮捕           | 1996年（平成8年）  | 12月28日 - 31日 | 沖縄県警 | 28日にYが鹿児島県警に出頭し、窃盗容疑で逮捕される。翌29日に那覇署へ移送され、31日にAを殺害して山中に遺棄した旨を自供。                                                                               |
| 逮捕           | 1997年（平成9年）  | 1月1日 - 3日    | 沖縄県警 | 1日、特捜本部が国頭村の山中を捜索し、Aの白骨遺体や遺留品などを発見。 同本部は3日、Yを殺人・死体遺棄などの容疑で逮捕（同月5日に送検）、Uを殺人・死体遺棄などで全国に指名手配。                        |
| 逮捕           | 1997年（平成9年）  | 1月11日 - 12日  | 沖縄県警 | 11日深夜、浦添市内の野球場でUを発見。12日未明に殺人などの容疑で逮捕（13日に送検）。特捜本部は2月3日に解散。                                                                                          |
| 起訴           | 1997年（平成9年）  | 1月25日         | 那覇地検 | 那覇地検がYを殺人・死体遺棄・わいせつ目的誘拐・婦女暴行・窃盗の罪で那覇地裁に起訴。 |
| 起訴           | 1997年（平成9年）  | 2月2日          | 那覇地検 | 那覇地検がUを殺人・死体遺棄などの罪で起訴。 |
| 裁判の経緯     |                    |                 | | |
| 審級           | 年                 | 月日            | 裁判所 | 出来事 |
| 第一審         | 1997年（平成9年）  | 4月24日         | 那覇地裁 | 那覇地裁（長嶺信栄裁判長）で初公判が開かれ、被告人2人は起訴事実を認める。 その後、2人は犯行の主導性や計画性などを争う。                                                                              |
| 第一審         | 1998年（平成10年） | 2月             | 那覇地裁 | 同月10日の論告求刑公判で、検察官は2被告人に死刑を求刑。24日の公判で結審。 |
| 第一審         | 1998年（平成10年） | 3月             | 那覇地裁 | 同月17日、那覇地裁（林秀文裁判長）は2被告人を無期懲役とする判決を宣告。 那覇地検は同月30日、判決を不服として福岡高裁那覇支部に控訴。                                                                 |
| 控訴審         | 1999年（平成11年） | 1月14日         | 福岡高裁那覇支部 | 福岡高裁那覇支部（岩谷憲一裁判長）で控訴審初公判。 |
| 控訴審         | 1999年（平成11年） | 7月13日         | 福岡高裁那覇支部 | 控訴審が結審。検察官は原判決破棄（2被告人への死刑適用）を、2被告人の弁護人はそれぞれ控訴棄却を求めた。                                                                                               |
| 控訴審         | 1999年（平成11年） | 9月30日         | 福岡高裁那覇支部 | 福岡高裁那覇支部（飯田敏彦裁判長）、検察官の控訴を棄却する判決（2被告人を無期懲役とした原判決を支持）。10月13日、福岡高検那覇支部が上告断念を決めたため、上告期限が切れた時点で2人の無期懲役が確定。 |

## 犯人
本事件の加害者は、鹿児島県種子島出身の男Y・S（逮捕当時38歳：以下「Y」）と、北海道網走市出身の男U・M（逮捕当時37歳：以下「U」）の2人である。過去に交通違反がある以外、2人とも目立った前科・前歴はなかった。
Yは中学時代まで種子島の熊毛郡中種子町で過ごし、中学卒業後には愛知県名古屋市の鉄工所に就職して溶接資格を取得した。その後は職を転々としつつも一定の収入を得ており、鉄工職から港湾作業員に転職。名古屋市港区内の荷役会社に務めるようになり、逮捕の18年前（1979年ごろ）、同じ九州出身の女性と結婚。妻の両親が建てた市内の一戸建て住宅で、妻や3人の子供、そして妻の両親とともに、7人家族で生活していた。当時はフォークリフト運転手として、年収700万円弱を稼いでいたが、多額の借金を抱え、その返済のため、自身を可愛がっていた義母から買い与えられていた自家用車を売却したほか、数回にわたって家出したこともあった。そして、事件の約4年前に突然家出して以降は家に帰らず、1996年1月に沖縄に来た。種子島の家族に対しては、事件の4年前に「元気で働いている」という電話を掛けて以降、音信不通になっていた。なお、逃走中の1996年10月には妻の訴えで、離婚が成立している。
Uは1959年（昭和34年）、4人兄弟の末っ子として、網走市で生まれた。中学校時代は人付き合いが苦手で、目立たない生徒だった。中学時代はバレーボール部に在籍していたが、先輩たちとの人間関係がうまく行かず、半年ほどで退部。中学卒業後、本土に渡った。愛知県の運送会社に就職して結婚し、子供ももうけたが、突然会社を辞め、1995年（平成7年）3月に沖縄へ渡っていた。Uの母親は『FOCUS』（新潮社）の記者からの取材に対し、毎年正月には両親宛に2万円ずつ送金してくれる優しい息子だったが、逮捕の3年前（1994年ごろ）からは音信不通になり、心配して捜索願を出していたと話している。

## 事件前の経緯
Yは沖縄に来て以降、しばらくは職に就かず、那覇市内の公園などでホームレス生活をしていたが、那覇市若狭の公園で、日雇いの建設作業員を斡旋していた那覇市内の人材派遣会社の関係者から、「うちで働く気はないか」と声を掛けられた。その会社では当時、同じように公園にいたところを誘われたUが働いていた。Yは、Uら数人とともに、会社が借り上げた那覇市首里のアパートで暮らしつつ、那覇市を中心に、建設現場で働いていた。作業内容は、ブロック作りや道路工事などの作業だった。2人は、現場は別々だったが、宿舎では同室で暮らしており、互いに親しくなっていた。また、国頭郡内の作業現場で働いたことがあったため、犯行現場には少し土地勘があった。
しかし、2人が勤めていた建設作業員派遣会社は事実上倒産状態で、給料も未払いだった。給与の支払い遅延などから、会社の経営者に不満を抱いた2人は、退職して姿をくらまそうとし、1996年6月14日、那覇市安里のホテル駐車場から、経営者が所有していた白いワンボックスカーを盗んだ。犯行車両は目撃証言によれば、トヨタ・ハイエースのロング型に似たワゴン車で、車両後部の窓には白いペンキが塗られていたか、白いフィルムが貼られていた。沖縄は日差しが強いため、このように白い塗装で、日除けのフィルムを貼った車は珍しくなかった。
その後、2人は辺戸岬付近の宇佐浜海岸（国頭郡国頭村）で車中泊をしていた。事件2日前（6月19日）、2人は辺戸岬付近の浜辺で、乗用車の車輪を砂浜にはめてしまった観光客の夫婦から頼まれ、車を後部から押してやっていたが、その礼として夫婦からビデオカメラで記念撮影されていた。一方で確定判決によれば、2人はこの時点で一人歩きの女性を強姦するという犯行計画を立て、共謀していた。検察官の冒頭陳述によれば、Yが同日ごろ、国頭村の海岸で遊びに来ていた観光客の女性を見かけたことをきっかけに、Uに対し「女性を拉致して乱暴しよう」と持ち掛け、Uもこれに同意したため、2人で女性を拉致して強姦することを計画した。なお、2人は女性を強姦した後で殺害に至るかもしれない旨を漠然と考えていたが、当時はまだ被害者を殺害することまでは決めていなかった。
2人は事件の2、3日前、拉致現場（名護市伊差川）付近のガソリンスタンドで給油していた。Aを絞殺した際に用いた凶器の紐（長さ約2 m、太さ約9 mm）は、このころに海辺で拾ったものだった。

## 事件当日
2人は事件数日前から、標的とする女性を探したが、見つけられなかった。本事件の被害者である少女A（当時15歳：中学3年生）は、名護市立羽地中学校に通学していたが、その校門付近では、事件当日（6月21日）の朝、（犯行車両に似た）白色系のワゴン車が駐車してあるのを、市民が目撃していた。また、2人は犯行直前、同校の校門前で女子生徒を物色していたが、その姿を男子生徒に見られ、不審がられていた。当時、校門付近に駐車してあった白いワゴン車を目撃していた生徒は7人で、彼らの目撃証言を総合すると、車に乗っていた人物は、「頭に“剃り込み”を入れた、怖そうなお兄さん」だった。

### 拉致
その後、2人は名護市伊差川の農道で、自転車に乗った2人連れの女子中学生を見つけた。そのうちの1人がAで、もう1人の少女（甲）は、Aの同級生だった。彼女たち2人は、バレーボール部の練習をいつもより早く終え、下校のチャイムが鳴る直前の18時45分、自転車に乗って校門を出ており、Aは通学路の途中にあった小さな橋の袂で、「じゃあ、また明日」と言って甲と別れた直後、Yたちによって拉致された。拉致された当時、Aはバレーボール部のユニフォームを着ており、制服はリュックサックに入れていた。
YとUは彼女たちを尾行し、農道のT字路付近で待ち伏せた。事件当日（6月21日）は夏至で、事件発生時刻の19時5分ごろ、現場周辺はまだ昼間のように明るかった。2人は甲と別れて1人になったAが、車の脇を通り過ぎようとしたところで降車し、Aに「名護の市街地にはどう行くの？」などと道を尋ねるふりをして、Aを犯行車両に無理矢理押し込めた。この一部始終は、現場付近の団地3階の住民に目撃されており、この住民はAの「キャー」という悲鳴を聞き、車に向かって大声で呼び掛けたが、男たちのうち1人が車から降り、Aを慌てて車内に押し込んだ。現場付近の市営団地から目撃した住民によれば、自宅の窓から緑のシャツを着た男がAを羽交い締めにして車に押し込み、車内にいた白いシャツを着たもう1人の男がAを押さえ込んでいる姿が見えたという。また別の近隣住民は、緑のシャツを着た男が農道沿いの川にAの乗っていた自転車を投げ捨てる姿を目撃している。
このようにしてAを車内に押し込んだ2人は、車に乗って県道71号方面（拉致現場から西方）へ走り去った。犯行車両はAを拉致した直後、軽自動車と衝突しかけているが、その軽自動車のドライバーが最後の目撃者である。ただしこのドライバーは犯行車両に乗っていた人物の人相や、車のナンバーまでは記憶していなかった。

### 殺害
2人は県道71号に出ると、左折して国道58号に入り、同道を猛スピードで北上し、20時ごろ、国頭村の私道上でAを強姦した。2人はAを強姦した後、犯行の発覚を免れるため、Aを殺害して死体を遺棄することを決意し、奥2号林道へ移動した。
移動後、2人はさらにAを強姦し、財布から200円を奪った上で、殺害を最終的に確認。同日21時30分ごろ、国頭村楚洲の林道上で、2人で紐を使い、Aの首を絞めて殺害した。殺害方法は、Aの首にロープを巻き付け、2人がかりでロープの両端を互いに引っ張り合い、首を絞めるというものだった。そして、Aを殺害した2人で遺体をガードレール越しに投げ捨てた。遺棄現場の林道やその近辺は、造林関係者など一部を除き、地元住民でもほとんど入らないような場所だった。

## 犯行後の逃避行
犯行後、2人はAの名前入りの制服や、教科書などが入ったリュックサックを、遺体遺棄現場から西方約800 m地点に遺棄した。さらに、車からナンバープレートを取り外し、同日夜は国頭村宇佐浜の砂浜で車中泊した。
2人は翌22日朝、辺戸岬付近の農道で車を放棄した。その後、歩きながらヒッチハイクし、名護市内在住の女性の車に乗せてもらって名護市まで行くと、同夜は公園で一泊した。さらに、6月23日からは歩いて南下し、沖縄市内の公園で2泊したが、市民の捜索が大掛かりに行われていることを知り、さらに歩いて南下し、26日に浦添市勢理客の公園（後にUが逮捕された場所）で野宿した。2人が別行動を取るようになった時期については、「6月26日以降」「7月上旬」「7月12日以降」などの報道があるが、検察官の冒頭陳述によれば、2人は（7月5日に）犯行車両が発見されたことを知ったことなどから、別行動を取るようになったとされている。
それ以来、Yは沖縄県内（宜野湾市・北谷町の公園など）を転々とした。この間はパチンコで逃走資金を稼ぎ、8月下旬にフェリーで鹿児島に渡ると、広島・岡山・香川県と移動した。Yは香川でしばらく働いた後、同年12月上旬に鹿児島へ戻り、同月下旬に出身地の種子島へ渡った。またUは犯行車両が発見されたことを新聞で知り、公園を転々としつつ、断続的に日雇い労働をしながら（後に逮捕された場所である）浦添市内の伊奈武瀬球場（浦添市勢理客）付近で生活していた。同年12月、Uは人材派遣会社を通じて「仲村公一」という偽名を使い、安謝新港（那覇市）などで臨時雇の荷役作業に従事して、生活費を稼いでいた。実際にUの逮捕後、潜伏していた伊奈武瀬球場のバックネット裏では、Uが使っていたとみられた赤い婦人用自転車や衣類・作業服などとともに、「仲村」と書かれた給料袋や日当、支払い者のサインなどが記載された給料袋2つが発見されている。同球場に隣接していた消波ブロック製作所の警備員は、同月6日以降、Uが逮捕された1997年1月12日までに、4、5回にわたって球場内で寝泊まりしていたUの姿を目撃していたが、Uが殺人容疑で公開手配されて以降も、当時のUの風貌が指名手配写真と大きく異なっていたこともあって、「よくいる浮浪者だ」と思い、特に気に留めていなかった。また、Uを雇用した人材派遣会社の関係者も「『仲村』（＝U）はとても明るく元気で、仕事も真面目で、殺人事件を起こして逃亡しているようには見えなかった。Uの指名手配写真が公開されて以降も、『仲村』がUとはまったく気づかなかった」という旨を述べている。

## 捜査
沖縄県警察は事件直後から緊急配備を張り、その後も「犯人は沖縄県内に潜伏している可能性が高い」として、犯行車両の絞り込みなどを続けていた（後述）。犯行現場や犯行手口から「地元の地理に詳しい人物が、計画的にAを狙って犯行におよんだ」と推測された。しかし、目撃者の少なさや、目撃証言の曖昧さ（犯行車両のナンバーは目撃されておらず、類似車両も多かった）、本島北部に広がる広大な森林地帯が障壁になったこと、そして犯人像を絞り込めなかったことから、捜査は難航し、事件解決まで約半年を要した。また、事件直後の緊急配備体制や、後に犯行車両と判明した車の鑑識作業など、当時の捜査体制に問題があったのではないかとする指摘がある。

### 初動捜査
19時9分、被害者Aが拉致される瞬間を目撃していた近隣住民が県警に110番通報した。これを受けて県警は19時12分、所轄署の名護警察署や近隣の警察署へ緊急配備の司令を出し、19時25分に配備が完了。名護市から南へ抜ける要所で検問を行った。
しかし実際に犯人2人が向かった方向は逆（北方）で、拉致現場から北側の検問は、約10 km離れた国道58号の1か所（国頭郡大宜味村津波）のみだった。この地点は、拉致現場から約10 km離れた場所にあり、拉致現場から時速60 km/hで走行した場合、10分で通過できる。また、拉致現場から幹線道路を経由して本島北端（殺害現場方面）へ向かうと必ず通る地点でもあり、国道331号など、西海岸に抜けるルートもチェックできる地点だったが、この地点の緊急配備を担当したのは、同地点から約15 km北方に位置する名護警察署辺土名交番勤務の署員で、検問を開始した時間は、他の地点より13分ほど遅い19時25分ごろだったため、2人は検問開始より先に同地点を通過していた可能性が高いことが指摘されている。名護署の管轄区域は、県北部の名護市など1市3町（約550 m2：沖縄本島の約45％）におよぶ一方、当時の署員数は98人と少なく、かつ事件当日は金曜日の当直時だったため、事件発生当時は当直員約15人と、手薄な時間帯だった。また、同日には、本島南部で別の事件が発生していたため、県警は捜査員のうち、半分をそちらの事件に回すことを余儀なくされた。
特別捜査本部長を務めた県警刑事部長の久高常良は6月27日、記者会見で「初動捜査の在り方に問題はなかったか」との問いに対し、「目撃者の通報後、直ちに緊急配備を敷いており、立ち上がりに問題はない」と回答した。また、久高ら捜査幹部は、『琉球新報』記者からの取材に対し、「犯人が事件後、中南部（人目が多く、夕方の渋滞に巻き込まれやすい市街地方面）に逃走した可能性は低い」と説明したが、久高は1997年1月3日に記者会見で「限られた人員・地理的な状況を踏まえ、『早い時間に大宜味村津波を押さえれば、包囲網が敷ける』と判断して検問を張ったが、結果的に加害者2人は配備前に検問場所を通過していた可能性が高い」と説明した。『週刊文春』 (1997) は、県警担当の社会部記者の「事件発生後の緊急配備がもう少し早かったらAちゃんは救い出せた可能性が高い」という証言を報道している。また、惠隆之介 (2013) は、「県警は『（本島北部で発生した）本事件は犯人が被害者を連れ、車で本島中部に南下するだろう』と推測して名護市内に非常線を張ったが、実際には被害者は拉致現場よりさらに北方の山中で殺害されていた」と述べている。
一方で公開捜査が行われて以降の7月10日時点では、犯人らは船で本島外へ逃亡したのではという説も出ていたが、県警はその説について「初動捜査の多少の遅れがあっても時間的に無理だ」と懐疑的な考えを示していた。

### 犯人像についての捜査
拉致現場を目撃した住民の証言によれば、男はいずれも20歳前後の日本人とみられる人物で、第一報では「1人は緑色の七分のズボンを、もう1人は白の上着とカーキ色の作業ズボンをそれぞれ着用していた」とされていたが、服装に関しては後に「1人は緑色の上着に青の短いズボンを、もう1人は緑の半袖シャツにジーンズの半ズボンを着用していた」と訂正された。犯人に関する情報は、その犯行時の服装に関する情報を除くと、「1人は身長160 - 170 cm程度で、色は浅黒く、中肉」という情報だけで、人相など身体的特徴に関しては全く手掛かりはなかった。このため、被疑者のモンタージュ写真は作成できなかった。また犯人から被害者側に対する電話連絡などもなく、捜査当局は犯人像の絞り込みに苦慮した。
実際の犯人（YおよびU）はいずれも本土から流れてきた人間だったが、犯人像について、県警は当初「近所のチンピラの犯行」と睨んで捜査しており、地元住民たちも犯人や犯行車両をその線で捜索していた。犯人は当初から、日本人風の男とされていたが、当時の沖縄は前年（1995年）9月に発生した米兵による少女暴行事件の記憶が生々しく、県民の在日米軍に対する感情が悪化していたことから、アジア系の顔をした米兵が犯人ではないかという見方をする市民もいた。一方で米軍基地の敷地内は日米地位協定により、米国の排他的管理権が認められているため、日本の警察はアメリカ合衆国側の同意がなければ立ち入ることができず、名護市の近隣に位置する宜野座村や金武町は、7月21日の一斉捜索を控え、それぞれ米軍側にキャンプ・ハンセンや、米軍の訓練場2か所（ブルービーチ、ギンバル）への立ち入り捜索許可を求めたが、いずれも認められなかった。また名護市もキャンプ・シュワブや北部訓練場の内部の捜索を申請したが、後者は1時間しか許可されなかった。このことを踏まえ、『AERA』（朝日新聞社出版本部）編集部の長谷川熙は事件解決前に、目撃証言では「犯人は日本人風」とされており、米軍基地との関連は不明だが、沖縄県警は米軍基地を「治外法権下』」と拡大解釈して初めから自己規制し、米軍基地をことさら腫れもの扱いすることで、基地への捜査の努力を放棄していると指摘していた。目撃者がいても意に介さない大胆な犯行手口から、犯人は東南アジア方面の人身売買の国際的な誘拐団であり、日本人少女を誘拐するため最初から緻密な計画を練り、逃走経路を確保した上で犯行におよび、犯人グループは犯行直後に船で日本を脱出し、車は日本国内の協力者に処分させた、という見方や、北朝鮮の特殊工作員による拉致説も上がっていたが、久高は外国人による犯行説について、否定的な考えを示していた。

### 公開捜査
名護署は事件当時、目撃証言から「身代金目的誘拐の可能性もある」として捜査していたが、被害者Aの自宅には何の連絡もなかったため、拉致事件と断定。同署や県警捜査一課は、翌22日7時から、警察官180人、学校関係者や住民200人が、本格的な捜索活動を開始。被害者Aの保護を第一に、車両検問や、現場周辺での聞き込み捜査を行った。
また、県警は機動捜査隊や自動車警ら隊を投入したほか、本島中・南部でも検問・検索を実施し、県内のモーテル・車が入れる山道などを重点的に捜索した。しかし、Aの発見・保護には至らず、事件2日後（6月23日）の21時、名護署に「女子中学生ら致事件捜査本部」を設置し、県警本部や各所から動員した150人を専従捜査員として配置。24日には、鹿児島県警察から応援のヘリコプターが駆けつけ、本島全域や離島（伊江島・伊是名島・伊平屋島など）の上空から捜索を行った。
周辺道路で実施された検問に犯行車両が引っかからなかったことから、県警は事件後、しばらくは「犯人は沖縄本島北部の捜査網の中にいる」として、本島北部に重点を置いて捜索した。しかし、県警が参考人として多数の若者を事情聴取し、地元住民を含めた捜索を行っても、手掛かりは得られなかったため、6月25日には捜索範囲を本島中部にも拡大した。
事件6日後（6月27日）、県警は全県を捜索対象とした。そして同日、捜査体制を強化するため、捜査本部を、先島（宮古島署・八重山署）を除く本島11の警察署や、県警本部の捜査員らによって構成される特別捜査本部（以下「特捜本部」、本部長：久高常良）に格上げした上で、専従捜査員も150人から650人（県警職員の4分の1）に増員した。県警は同時に、各警察署にも「女子中学生ら致事件対策室」を設置し、特捜本部と連携を図りながら、本島全域でAの保護や、犯行車両の発見に全力を挙げた。また、被害者Aの名前・顔写真・特徴などについては、Aの人権や、犯人を刺激する危険性に配慮し、当初は非公開で捜査を続けていたが、捜査に進展が見られないまま1週間以上が経過したことから、特捜本部はAの家族から同意を得た上で、同月28日（事件発生から8日目）の15時、公開捜査に踏み切った。当時、県警が刑事事件で、600人規模の特捜本部を設置したことや、被害者の顔写真や氏名を公表する公開捜査を行ったことは、いずれも極めて異例のことで、翌29日にはAの顔写真や、犯行車両の特徴などを記したポスター10,000枚が、人が集まる場所（商店街・給油所・病院・銀行など）に貼り出された。さらに7月1日には、Aの所持品の類似品（制服や体操着など）を公開した。公開捜査開始後、特捜本部には7月11日8時までに、県内外から328件の情報（主に犯行車両に関する情報）が提供されたが、Aの居場所につながる有力情報はなく、県警内部からは「情報量そのものが少ない」という指摘もされていた。
名護市消防本部も名護漁港近海や、A宅付近の「内原ダム」でダイバーによる水中での捜索活動や、名護市内（天仁屋・辺野古・為又など）にある農業用ダム15か所などでゴムボートを用いた捜索活動を行ったり、本部町今帰仁村消防組合との合同で、運天港・湧川マリーナ近海の捜索を実施したりした。遺体発見現場となった国頭村の林道沿いの山中も、県警の機動隊・白バイ隊や、地元住民、市民対策本部が何度も捜索を行っていたが、林道沿いの崖に密生するススキや、広大な森林に阻まれ、車両からの捜索が中心となっていた。この林道について、同現場に近い国頭村奥の地区長は「普段から人が通らない場所だから、地元住民が何度も重点的に捜索していたが、（捜索した当時は）ススキと藪に阻まれて何も発見できなかった」と、『週刊文春』から取材を受けた社会部記者も「（遺体は）生い茂ったススキに埋もれて道からは見えなかった」と、それぞれ述べている。

### 民間の捜索活動
事件発生直後の20時30分には一部学校関係者が徹夜で捜索を開始し、翌22日7時以降は学校関係者が本格的に捜索活動を行った。地元住民中学校のPTAや地元住民、同級生らも捜索活動に加わった。
発生2日後の6月23日21時、地元に市民対策本部が正式に設置され、以降約1か月間で33,800人の市民が捜索活動に参加。防災無線で捜索への協力が呼び掛けられ、自治会やPTA関係者、自治体職員らが巡回活動を展開した。当初の参加者数は約800人だったが、次第に各地から協力者が加わり、沖縄県教育長の仲里長和が臨時記者会見で、県民に捜査への協力を求めるコメントを発した6月25日には、地元住民約1,000人が大捜索を展開。26日には1,400人以上で、県内全域の捜索が実施され、公開捜査が開始された28日には、早朝から名護市民約3,000人が、市内55の集落で一斉捜索を実施した。以降、同月30日（日曜日）まで、8日連続で1,000人以上の市民による捜索活動が展開され、市民たちは連日気温が30度を超える炎天下で、朝9時ごろから夜19時過ぎまで捜索活動を続けた。NTTは捜索現場と市民対策本部の連絡用に、携帯電話10台を供与した。
捜索場所はサトウキビ畑、空き家、倉庫、草むら、排水路、山中、小さな路地、本島の東西双方の海岸（辺戸岬以南）などにおよび、ゴミ袋や放置物なども調べられた。また、捜索への協力を呼び掛けるビラ配り、ポスターの配布といった活動や、釣り船による海の捜索、キャンプ・シュワブの黙認耕作地一帯、そして北部訓練場内の捜索も行われた。仕事を休んで捜索に協力する住民も多く、中には、出勤扱いで捜索に協力した地元企業もあった。このような市民による捜索活動に対し、情報提供を求めるポスターのコピー代のカンパや、飲み物などの差し入れも多く寄せられた。
沖縄県教育庁は同月2日、沖縄県教職員組合（沖教組）からの要請を受け、県人事委員会の承認を得た上で、「捜索活動への自発的意思に基づく協力は、人道的見地からも有意義なもの」として、捜索活動に協力する教職員について、職務に専念する義務を免除し勤務扱いとする「職専免」を適用することを決定した。これは、北部地域の学校教職員らが捜索活動に追われるようになったことを受け、その動きを全県に広げるための措置だった。県も同月5日、同様に捜索活動に参加する県職員を「職専免」の対象とすることを決め、市町村会の呼び掛けにより、名護市以外にも国頭郡（恩納村・本部町・今帰仁村）、沖縄市、宜野湾市、那覇市、浦添市、中頭郡（西原町・与那城町）、島尻郡（南風原町・知念村・東風平町・豊見城村）、糸満市、そして遺体発見現場となった国頭村などでも、一般市民や自治体職員らによる捜索活動が展開された。このほか、事件現場に近い名桜大学の職員・学生や、「沖縄子ども会育成連絡協議会」、県出店事業組合なども近隣の捜索、市民へのチラシ配布などの活動を行った。同年7月10日、対策本部は一般市民に対し情報提供を、また犯人に対しAを家族の下へ帰すことを求める声明を発表し、Aの在学していた羽地中学校も「どうか一日も早く〔A〕さんを助けてください。」などという声明を発表した。
このように地元住民による熱心な捜索活動が繰り広げられた背景について、『週刊文春』 (1996) は1人の地元住民の声を取り上げ、1994年12月に名護市内で幼児3人が行方不明になり、約20日後に散水車のタンク内から遺体で発見された“タンク事件”の際、約7,000人の市民が自主的に捜索活動に参加し、今回と同様に広範囲で捜索を行ったが、遺体は子供たちの自宅の至近距離に放置されていた散水車から発見されたという苦い経験があったため、市民は慎重に同じ場所を何度も捜索しているという旨を、『女性セブン』 (1997) は沖縄に根強く残る「ゆういまる」（助け合う）の精神の影響と、それぞれ報じている。一方で山中を捜索する場合、一般市民だけでは遭難やハブに襲われる危険性があるため、森林組合など山林事情に詳しい人物の協力を得て、道から目につく箇所を探す程度しかできなかったが、手掛かりがつかめないことに加え、7月以降はハブが産卵期に入り、危険性が増大することから、山中の捜索は困難を極めつつあった。このことから県民に対し、県外から「ハブによる被害を恐れて、本格的な山狩りをしなかったのではないか」という冷ややかな声も上がったが、遺体発見現場に近い国頭村奥の村民は、「山を知っている山原地区の人間なら、ハブは夜行性で昼間の捜索には邪魔にならないことを知っているはずだ」と述べている。結局、1か月近くの大規模な捜索活動でも手掛かりは得られず、長引く捜索に対する市民たちの疲れもあって、捜索活動への参加者は徐々に減少していき、24時間体制を維持していた市民対策本部も、7月13日以降は当直を残して午前0時で待機を切り上げるようになった。

### 県内一斉捜索
同年7月12日には、県内25の市町村（離島を含む県全域）で、住民や教職員による県内一斉捜索が行われ、住民や教職員、自治体職員らが参加した。これは、県や県教育委員会などの主催で、同日に22市町村で開催された「青少年の深夜徘徊防止県民一斉行動」の住民大会に合わせて実施されたもので、住民大会が開催された22市町村以外でも、3町村で捜索活動が展開された。その前日（同月11日）には県知事の大田昌秀が記者会見で県民に対し、捜索への協力を呼び掛けたが、事件に関連して全県一斉の捜索が行われることや、知事が事件の捜索への協力を呼び掛けたことは、いずれも異例のことだった。
同日の捜索活動の参加人数は、公式発表では「25市町村で約25,000人」とされているが、対策本部長を務めた男性は「実際は、その数倍の人たちが協力してくれたはず」と述べている。この大規模な捜索活動を受け、Aの両親は県民へのお礼や、犯人に対し「一刻も早く娘を返してほしい」と訴える内容の文書を書き、同月14日の「沖縄2紙」（『沖縄タイムス』および『琉球新報』）の朝刊にその文書が掲載された。
事件発生から1か月目となる7月21日には、2度目の県内一斉捜索が行われた。これは捜索に当たっていた市民の焦りや疲れが頂点に達していたことから、市民対策本部が「1つの節目」として、本島北部（12市町村）で改めて一斉捜索を行うことを検討したものだが、同月17日に緊急で開かれた北部市町村総務課長会議の結果、中南部にも協力を求め、それぞれの地域で一斉捜索を行うことが決まった。しかし、この日の捜索でも有力な手掛かりは得られず、名護市長の比嘉鉄也は同日、「組織的な捜索はきょうで打ち切り、今後は警察の捜査を見守りたい」と表明した。これは、情報が得られない中で、市民対策本部が人員を確保し、組織立った捜索活動を継続することが困難になったためだった。7月22日までに、投入された捜査員は21,808人、捜索に参加した住民の人数は33,831人に上った。
その後も捜査の進展はなく、事件発生から2か月となる8月時点では、それまでに特捜本部に約840件の情報が提供されていたものの、新たに寄せられる情報の件数は1日に1、2件程度に激減。一方で8月ごろには、本島中南部から被害者であるAを無根拠に誹謗中傷するような憶測や噂も流れていた。11月時点ではAの父親の同僚や、名護市職員、PTAらが交代しながら24時間体制で、情報提供を受け付けていたが、この時点では事件関連の情報は皆無になっていた。同年12月15日には、沖縄2紙の朝刊に、名護市民対策本部が「Aさんをすぐ帰して下さい。」という題名の特別広告を掲載。この広告は協力への感謝と、今後の情報提供を呼び掛ける内容であり、Aが拉致される直前まで一緒に下校していた女子生徒（甲）や、Aの父親がそれぞれ以下のようなメッセージを寄せていた。
Aは生前、動物好きで、獣医になることを夢見ていた。家族たちは、遺体発見までAの無事を信じ続け、事件前にAが可愛がっていた犬が家から姿を消して以降、「Aが帰ってきたときに寂しい思いをする」との考えから、新たに犬と猫を飼い始めていた。また、Aのクラスメートや、彼女が所属していた羽地中学校のバレーボール部員たちも、それぞれAの無事を祈っていた。

### 2人を窃盗容疑で指名手配
一方、県警は犯行に使用された車両（白いワンボックスカー）や、不審人物（前科・前歴のある人物や非行少年、変質者など）について調べ続けた。前者（犯行車両）については、目撃証言に近い車種はトヨタ・ハイエースだったが、色や形状を問わず、車検の登録番号を基に、すべてのワゴンタイプの車を調査対象とした。7月の第2週以降は、トヨタ以外の他メーカーの車種である可能性も考慮し、調査対象台数を一万数千台増やしたが、その対象台数は、約80,000台に上った。
調査対象の膨大さや、登録証だけでは形式や色の明確な区別ができないこともあって、特捜本部は全メーカーの同型車種を点検することを強いられ、既に登録を抹消されているはずの車が使われ続けているケースや、車庫登録を他の市町村で行っている例が多いことも、確認作業の支障になっていたが、特捜本部は少しでも不審な点があった車（事件発生直後、検問や検索で職務質問を受けた車両など）を繰り返し調べ直すなど、地道な捜査を続けた。結果、県内の陸運事務所に登録されていた類似車両約56,000台については、事件から1か月後の7月22日時点で、93％の確認を終え、12月20日時点では、未確認の車両は約15台となっていた。また、後者（不審人物）に関する捜査でも、「拉致現場付近の建築工事現場で働いていた1人が、事件翌日から姿を消した」などの情報を把握。約1,000人近くを事情聴取し、そのうち数人を有力な被疑者としてピックアップしたが、いずれもアリバイが確認されるなどしたため、捜査線上から消えた。
難航する捜査の中で、特捜本部が「比較的有力」と見ていた車は、ワンボックス型の盗難車両2台だった。そのうちの1つが、6月25日に石川市石川（現：うるま市石川）で発見された白いワンボックスカーで、もう1台が、7月5日午前、辺戸岬近くの農道で発見され、後に犯行車両と判明した白いワンボックスカーである。特捜本部や、地元の対策本部はそれぞれ、車両番号・車両の特徴を記したビラを「緊急情報」として配布し、この2台の車の捜索を続けていた。
後者のワンボックスカーは発見当時、ナンバープレートを取り外された状態で、茂みに隠すように放置されていた。発見現場は、地元住民でもほとんど入らない農道の奥で、鬱蒼と草木が茂っていた。単に盗んだ車を放置したにしては、念の入った隠匿工作がされていたことや、中で飲食した形跡があることなど、不審な点が多くみられたため、特捜本部が鑑識を行うこととなり、名護市役所羽地支所に設置されていた対策本部も「被疑車両か？」と色めき立った。
しかし、県警は同日夜、この車について「事件との関連は薄い」との見解を示した。これは、車内に残されていた遺留品の調査や、車内鑑定などの結果、被害者Aの指紋・遺留品が見つからなかったことや、目撃者が「犯行車両はこの車と違い、側面と後部の窓が鉄板のようなもので覆われ、中が見えないようにしてあった」と述べ、この車と事件との関連を否定したためだった。当時、この車の鑑識や、科学捜査研究所による車両鑑定は、計3度行われたが、結果的に犯人2人 (Y・U) の指紋は検出されたものの、被害者Aの指紋は発見されず、車内から発見された毛髪も、Aとは結びつかなかった。しかし、後にこの車が犯行車両と判明したことから、事件解決後には市民の間から、「（その日のうちにシロと発表せず）もっと慎重に車を調べるべきだった。怪しいとわかれば、引き続き市民の立場から協力でき、Aの発見も早まっただろう」など、警察の捜査に対する厳しい意見が出た。また、『FRIDAY』は犯行車両の中に、使いかけのティッシュの箱やビニール袋が残っていたことを挙げ、鑑識活動が不十分だった可能性を指摘している。法医学の専門家である医師の上野正彦は、「検査結果が出るまでに3、4日ほどかかるため、車を発見した当日中に『何もなかった』と発表するのは不可解。遺体発見現場も、車で通れる道から10 m未満の場所にあるため、車内で殺された可能性が高いが、そうだとすれば遺留品が出てこないということは考えがたい」「（拉致現場から遺体発見現場まで）50 kmあるが、それだけ乗車していれば髪やフケなど何らかの遺留品が出るし、Aが車内で暴れれば当然その量も増える。現時点では鑑識は失敗だったと言えるのではないか」と、当時の捜査状況に疑問を呈している。
一方、県警はその後も、この車と本事件との関連を調べ続けていた。この車内の遺留品・指紋などから、Y・Uの2人が浮上したため、（この車について窃盗の被害届を受理していた）那覇警察署は同月18日、「事件に関与した可能性が捨てきれない」として、2人を窃盗（ワゴン車を盗んだ容疑）で全国に指名手配。特別班を設置し、同年8月、被疑者Yの実家があった種子島（熊毛郡中種子町）や、Yの肉親が住んでいた愛知県に捜査員を派遣していた。2人には、拉致現場近く（名護市伊差川）での足取りがあったため、その後も県警は「完全には（嫌疑が）捨てきれない」と行方を追い続けていたが、彼らを「本命視」していた捜査幹部は少なく、あくまで「有力というわけではなく、（疑いを）消すための捜査」という意味合いが強かった。また、この車が発見されたことを受け、6月19日にYとUによって砂浜で立ち往生していたところを助けられていた夫婦は、同年9月に沖縄県警に対し、2人の姿が映ったビデオテープを提出していた。

### 逮捕
通常、捜査本部の継続期間は15 - 20日とされるが、県警は捜査が長期化する中、事件に対する県民の強い関心を受け、650人の捜査体制を維持し続けた。しかし、事件から半年が経過した12月時点でも、有力な手掛かりは得られておらず、犯行車両と同型の県内の登録車両の捜査がほぼ完了したこともあって、専従態勢は650人から200人に縮小されていた。
一方、Yは同年12月28日、種子島に帰郷したところ、実家で家族から「刑事が調べに来ている」と言われた。「逃げられない」と思ったYは、逃走に疲れたこともあって、同日11時32分、種子島警察署（鹿児島県警）の中種子交番に出頭。同日13時26分に逮捕され、同日中に鹿児島中央警察署へ身柄を移されると、翌29日には那覇署に移送された。Yは同署で、本事件の特捜本部の捜査員から窃盗容疑で取り調べを受けたが、その取り調べが一段落した同月31日19時過ぎ、捜査員が「窃盗以外に悪いことをしたんじゃないか」と尋ねると、Yは「Uと共謀し、Aを殺害して国頭村の山中に遺棄した」と自供した。このため、特捜本部が1997年（平成9年）1月1日早朝から、Yを立ち会わせ、国頭村の山中を捜索したところ、同日15時23分、国頭村の林道脇の崖下で、Aの制服や教科書などが入ったリュックサックが発見された。そして16時過ぎ、リュックサックの発見地点から約800 m東方の林道脇斜面で、白骨遺体が発見され、歯型の鑑定により、Aの遺体と確認された。遺体は発見当時、Aが拉致された際に着ていたバレーボール部のユニフォームを着た状態で、凶器の紐が絡みついていた。遺体は翌日（1月2日）午前、琉球大学医学部で司法解剖された後、遺族に引き渡され、名護市内の火葬場で火葬された。同日、Yは身柄を那覇署から、特捜本部の置かれていた名護署に移送された。
Yの自供通りAの遺体が発見されたことを受け、特捜本部は同月3日0時55分、Yと指名手配中だったUの両被疑者について、殺人・死体遺棄などの容疑で逮捕状を取り、同日11時、Uの指名手配容疑を窃盗から殺人・死体遺棄などに切り替えた。また、同日16時30分、Yは名護署に殺人・死体遺棄などの容疑で再逮捕され、5日午後、那覇地方検察庁へ身柄を送検された。Yは取り調べに対し、「Aが逃げようとしたので殺した」「逃げないようロープで縛っていたら、死んでいた」など、供述を二転三転させたが、特捜本部は拉致当初から殺害を計画していた可能性もあると睨み、追及を行った。
一方、指名手配されたUについては、特捜本部が顔写真入りのポスター50,000枚を制作して全国に配布し、行方を追跡していた。同月11日23時20分ごろ、「2日前、Uに似た男を浦添市営伊奈武瀬球場（浦添市勢理客）で見た」という110番通報が入った。県警自動車警ら隊などが同球場に駆けつけたところ、翌日（1月12日）0時ごろ、警察官がダグアウト内ベンチで寝ていた男を発見した。男は手配写真のUと異なり、丸刈り頭で、眼鏡を掛けておらず、「Uだな」と職務質問してきた警ら隊の警察官に対し、本人であることを強く否定したが、警察官は、Uの特徴の1つだった右眉の上のほくろを見逃さなかった。県警が那覇署で指紋照合を行ったところ、男はU本人であることが確認できたため、県警はUを名護署に任意同行し、同日2時20分に逮捕した。当時、Uの所持金はわずか60円だった。その後、Uは石川警察署に移送されて取り調べを受け、翌日（1月13日）、那覇地検に送検された。
一方、1月4日には被害者Aの告別式が開かれ、クラスメイト・学校関係者、捜索に参加した市民や、県出身の国会議員、東門美津子（県副知事）、仲里県教育長、久高県警刑事部長、饒平名長良（名護署長）、我喜屋宗弘名護市議会議長ら、約2,000人が参列した。Aが拉致される直前まで一緒に下校していた甲は、弔辞でAが生前好きだったスピッツの楽曲「空も飛べるはず」の歌詞を読み上げ、「できることならもう一度話をしたい」などと述べている。

### 起訴
那覇地検は同年1月25日、殺人・死体遺棄・わいせつ目的誘拐・婦女暴行・窃盗の罪で、被疑者Yを那覇地方裁判所へ起訴した。また、Yについても同年2月2日付で、殺人・死体遺棄など5つの罪で起訴した。
同年2月3日、特捜本部は解散。投入された捜査員の総数は、延べ148,000人に上った。

## 刑事裁判
司法研修所 (2012) は、1970年度（昭和45年度）以降に判決が宣告され、1980年度（昭和55年度） - 2009年度（平成21年度）の30年間にかけて死刑や無期懲役が確定した死刑求刑事件（全346件／うち193件で死刑が確定）を調査し、殺害された被害者が1人の殺人事件（強盗殺人は含まない）で死刑が確定した事件は全48件中18件（全体の38％）と発表している。本事件のようにわいせつ・姦淫目的で誘拐した後の殺人（被害者1人／強盗殺人は含まない）は計10件（被告人は計10人）あるが、いずれも一連の犯行に着手する前に被害者への殺意を抱いていた事例ではなく、死刑確定は10件中3件（3人）にとどまり、本事件の加害者2人を含む7件（7人）は無期懲役が確定している。
そのような事情の中でも、那覇地検は本件犯行を「計画的で残虐、凶悪な犯行」と位置づけた上で、被害者が非力な女子中学生だった点や、遺族の被害感情を酌み取り、社会に与えた深刻な影響も指摘した上で、死刑を求刑した。しかし、第一審・控訴審とも、殺害された被害者が1人である点や、犯行の計画性が高くない点、被告人2人に目立った前科がない点などが考慮され、死刑適用は回避された。

### 第一審
那覇地方裁判所における第一審の公判は、初公判から判決公判まで計14回にわたって開かれた。裁判長は初公判から長嶺信栄（当時、那覇地裁部総括判事）が担当していたが、長嶺は公判中の1997年10月31日付で定年退官した。後任として林秀文が那覇地裁部総括判事に指名され、同日以降の公判では林が裁判長を務めた。長嶺および林が当時担当していた那覇地裁の裁判部は、いずれも刑事第2部である。
| 各々の主張／争点 | 両被告人の役割・主従関係 | 殺害の計画性および、殺害を決意した時期 | 殺害の計画性および、殺害を決意した時期 | 情状面など | 情状面など |
| ---------------- | --- | --- | --- | --- | --- |
| 検察官           | Yが先に女性を拉致・強姦することを提案し、Uも同意した上で、2人で計画・準備をした。 UはYに対し、Aの拉致を思いとどまるよう進言したが、聞き入れられなかった。 殺意は犯行現場の移動中に発生していた。                                            | 事前に拉致した被害者を殺害することまで計画していた。 | 事前に拉致した被害者を殺害することまで計画していた。 | 拉致から死体遺棄まで、当初の計画通りわずか2時間半で終了しており、極めて計画的な犯行。Aの首にロープをかけて2人で一気に引っ張って殺害するなど、犯行は冷酷・残虐だ。 公判中、2人はそれぞれ「殺害は突発的だった」 (Y) 、「Yからの指示でやった」 (U) など、それぞれ主張の一部を翻しているが、これらは刑の軽減を狙った虚偽供述で、反省の様子など全く見られない。 | 拉致から死体遺棄まで、当初の計画通りわずか2時間半で終了しており、極めて計画的な犯行。Aの首にロープをかけて2人で一気に引っ張って殺害するなど、犯行は冷酷・残虐だ。 公判中、2人はそれぞれ「殺害は突発的だった」 (Y) 、「Yからの指示でやった」 (U) など、それぞれ主張の一部を翻しているが、これらは刑の軽減を狙った虚偽供述で、反省の様子など全く見られない。 |
| 被告人Y          | 犯行前、女性を拉致することを相談したが、犯行の役割は事前には決めていなかった。 事件前、Uに冗談交じりで「女性を強姦して山に捨てよう」「拉致して殺せばいい」と持ちかけたら、Uも「そうだな」と応じた。当時の会話は、犯罪意識のない冗談だった。 | 殺害は犯行2日前から計画したものではなく、犯行直前に思い立った。殺意を明確に抱いたのは犯行直前、凶器のロープを手にした時だった。 殺害計画を自白した両被告人の捜査段階の供述調書は信用性に欠ける。 | 2人の事前謀議は拉致のみで、Aに顔を見られていたことや、（拉致した際に目撃者から）「おーい」と声を掛けられていたことから、殺さないといけないと思った。現場に到着後、Aの首にロープを巻いた時に殺害を決意した。 遊び半分で、「どちらが殺すか決めよう」と言ってじゃんけんをしたが、結局は2人でAの首に巻き付けたロープの両端を引っ張り合って殺害した。 Uは自分に従属的な立場ではなく、自分に対し、Aの拉致を断念することや、犯行後にAを解放することは進言していない。 | 最高裁が示した死刑選択の一般的基準に照らし、死刑選択は許されないケースである。 | （弁護人）事件後に交番に出頭したことから、自首が成立する。 |
| 被告人U          | Yに終始従属的な立場で、Aを拉致する直前、Yに「子供だからやめよう」と言った。 | 殺害は犯行2日前から計画したものではなく、犯行直前に思い立った。殺意を明確に抱いたのは犯行直前、凶器のロープを手にした時だった。 殺害計画を自白した両被告人の捜査段階の供述調書は信用性に欠ける。 | Yの言う「じゃんけん」はしていない。拉致した後も、Aを殺害する意思は直前までなかったが、Yから「拉致現場を目撃されている」と聞かされ、殺害を決意した。 事件後、Yは新たな犯罪を自分に持ち掛けていた。 | 最高裁が示した死刑選択の一般的基準に照らし、死刑選択は許されないケースである。 | （弁護人）UはYとの対比で、明らかに量刑事情に差異がある。 |
| 判決の認定       | Yが多少主導した面もないではないが、Uもほぼ同等の実行行為を分担しており、主従関係・刑事責任とも差をつけがたい。 | 拉致などについては場当たり的な犯行で、殺害・死体遺棄を決意したのは犯行現場の移動中だった。 計画性そのものは認められるが、当初から被害者の殺害を確定していた事件（身代金目的誘拐殺人など）と比較すると、悪質性の程度は若干の差異があることを否定できず、この事件の殺人・死体遺棄に限れば、計画性は高くない。 | 拉致などについては場当たり的な犯行で、殺害・死体遺棄を決意したのは犯行現場の移動中だった。 計画性そのものは認められるが、当初から被害者の殺害を確定していた事件（身代金目的誘拐殺人など）と比較すると、悪質性の程度は若干の差異があることを否定できず、この事件の殺人・死体遺棄に限れば、計画性は高くない。 | 犯行態様は残忍で、動機に酌量の余地はない。事件の悲惨な結果、遺族の峻烈な処罰感情などから、2被告人に同情すべき事情はなく、刑事責任は極めて重大だ。 死刑適用には慎重でなければならず、近年の死刑適用事情を合わせ考えると、死刑をもって処断するには躊躇を感じざるを得ない。                                                                                   | 犯行態様は残忍で、動機に酌量の余地はない。事件の悲惨な結果、遺族の峻烈な処罰感情などから、2被告人に同情すべき事情はなく、刑事責任は極めて重大だ。 死刑適用には慎重でなければならず、近年の死刑適用事情を合わせ考えると、死刑をもって処断するには躊躇を感じざるを得ない。                                                                                   |

刑事訴訟法第289条では法定刑が死刑、無期刑または3年以上の懲役刑となる事件の場合、弁護人がいなければ公判を開けないことになっているが、2被告人に私選の弁護人はおらず、国選弁護人の選任も難航した。沖縄弁護士会は本事件が重大事件であることから、弁護人の負担が重くなる可能性を考慮して、2被告人にそれぞれ複数の国選弁護人を選任する方向だったが、1月31日までに弁護士会内から希望者は現れなかった。同弁護士会ではそれまで、会員弁護士会の名簿順に国選弁護人を受任しており、このように選任が難航した事例は異例だったが、その背景の一つには県民から国選弁護人に対し「なぜこのような犯人を弁護するのか」という冷ややかな視線が注がれていた事情があった。最終的には起訴当時の県弁護士会執行部員4人（副会長2人・理事2人）が国選弁護人に就任し、YとUにそれぞれ2人ずつ弁護人が就く形になった。初公判が開かれた1997年4月24日には沖縄弁護士会（会長：伊志嶺善三）が県民への理解を求め、地元紙に「県民としては到底許せない事件であっても、国民の基本的人権を守ることが憲法で定められている以上どうしても（弁護を）引き受けざるを得ない事件だ」という会長コメントを掲載した。

#### 初公判
初公判は1997年4月24日に開かれた。同日、罪状認否で2被告人はそれぞれ起訴事実を全面的に認めた上で、被告人Uは「被害者やその両親に対し大変申し訳ない。素直に刑を受けたい」と陳述し、Yも「Uと同じ意見です」と述べた。
検察官は、冒頭陳述で「被告人Yは1996年6月19日（事件2日前）、国頭村の海岸に遊びに来ていた観光客の女性を見て、被告人Uに対し、『女性を拉致して暴行しよう』と持ち掛け、Uもこれに同意した。2人は役割分担を決めた上で、盗んだワンボックスカーに女性を連れ込み、ガムテープで縛ったり、金品を奪ったりした上で、発覚を防ぐため、殺害して死体を捨てることなどを計画した」「計画を立てて以降、2日間にわたって北部地域で女性を探した」「Aを拉致する際、UはYに対し、相手が女子中学生であることから犯行を思いとどまるように言ったが、Yは聞き入れなかった」と主張した。
一方、両被告人は互いに「殺害は犯行2日前から計画したものではなく、犯行直前に思い立ったものだ」と主張。被告人Uは「各行為は被告人Yの主導でなされた」と主張したが、被告人Yは「主従関係はなかった」と強調した上で、「Yの出頭は自首に当たる」と主張した。また、検察官は被害者Aの両親の調書の要旨を陳述したほか、両被告人の供述調書と、学校・地域関係者の調書を証拠申請したが、両被告人の弁護人はすべて不同意とし、役割分担・情状などについて争う姿勢を見せた。

#### 公判の推移
第2回公判（1997年5月21日）では、拉致の様子を目撃した男性と、2人が被害者Aの自転車を捨てる模様を目撃した女性の2人が、それぞれ証人尋問として出廷した。第3回公判（6月25日）で、検察官からの被告人質問を受けたYは、「遊び半分で、『どっちが殺すかじゃんけんで決めよう』と言った」と証言した一方、続く第4回公判（7月15日）でUは、「『じゃんけん』の話は一切なかった。YはAの首を手で絞める真似をしながら、自分に殺害を持ちかけたが、その時は真剣だった」と主張した。
また、Uは第4回公判（同年7月15日）で、弁護人からの被告人質問に対し、「Aを拉致する直前、『子供だからやめよう』と言った」「朝になったら（Aを）帰そうと思っていたが、Yから『拉致現場を目撃されている』と聞かされ、殺害を決意した」「当初は殺害の意思はなかったが、Yに誘われて殺害に加わった」「Yは犯行後、女性が運転していた車をヒッチハイクした後、自分に『（車を運転していた女性の）首を絞めて金を取ればよかったと考えなかったか』と発言したり、安謝港（那覇市）で『1人殺すも2人殺すも同じだ。もう1回やるか』と持ち掛けたりしていた」などと主張。一方、Yは第5回公判（同年8月27日）で、それらのUの主張をすべて否定し、「Uは犯行前、『観光客を狙おう』と言うなど、殺害に至るまでの犯行に自主的に加わっていた。自分がAを絞殺するためにロープを差し出した際も、Uは素直に受け取っていた」と主張した。第6回公判（同年9月11日）では弁護人がUを、第7回公判（同年10月14日）では検察官がY・U両被告人を、それぞれ再度尋問したが、2人は従前通り、「殺害前に『じゃんけん』をした」 (Y) 、「犯行直前まで殺意はなかったが、Yに迫られて殺害におよんだ」 (U) といった主張を繰り返した。
第9回公判（同年12月19日）では、検察官の証人として、被害者Aの両親が出廷した。Aの父親は、両被告人に対し「お前たちは、私たち家族を苦しめるっていう犯罪を今も続けているんだ。お前たちに生きる資格はない」「早く（あの世に）行って（娘に）謝ってこい」と陳述したほか、裁判官に対しても両被告人への死刑適用を求めた。また、Aの母親も、夫（Aの父親）が事件後、「夢を見たい」と言い、夏でも娘が生前使っていた毛布で寝ていることなどを証言した上で、裁判所に対し、「裁判は被害者のためにあるものと信じます」「娘の苦しみをいやすような判決をお願いします」と陳述した。
一方、1998年（平成10年）1月20日の第10回公判では、被告人Uの父親（北海道在住）が情状証人として出廷し、被害者や遺族への謝罪の言葉を述べ、息子に対し「きちんと罪を償ってほしい」と語りかけた。Uの父は公判の休憩時間中に、検察官と弁護人の計らいで、被害者Aの父親と対面し、土下座して泣き叫びながら謝罪している。第11回公判（同月29日）で、裁判官・検察官・弁護人による最後の被告人質問が行われたが、両被告人の主従関係や、殺害を決意した時期などに関する証言は最後まで食い違ったままだった。

#### 2人に死刑求刑
1998年2月10日に、那覇地裁（林秀文裁判長）で論告求刑公判が開かれ、検察官は2被告人に死刑を求刑した。沖縄県内での死刑求刑は当時、暴力団抗争・2警官殺害事件（1997年10月に無期懲役判決）以来だった。
検察官は論告で、両被告人の主従関係や、犯行行為の役割分担について、「2人の罪に責任の軽重はなく、同等である。Uの『主犯はYで、自分は従犯だった』という主張は卑劣な弁解で、犯行態様から見れば決して従属的な立場ではなかった」と、殺意や計画性についても「拉致から死体遺棄まで、当初の計画通りわずか2時間半で終了しており、極めて計画的な犯行」「捜査段階での自供通り、両被告人とも事前に殺害を計画していた。公判で2人が『殺意は突発的だった』と主張を翻したのは、罪の軽減を狙ったもので、反省も見られない」と主張した。また、Yの弁護人が自首の成立を主張した点についても、「Yは出頭した時点で殺害について供述しておらず、沖縄に連行された後、取調べ中に自白したのであって、自首は成立しない」と主張した。その上で、犯行を「何の落ち度もない非力な少女を狙って殺害した最も極悪非道な部類に属する犯罪で、その罪質は極めて凶悪・重大」と非難し、動機に酌量の余地がない点や、遺族の被害感情の峻烈さ、そして教育現場・県民全体に与えた多大な衝撃などについても言及し、「罪刑の均衡、一般予防の見地からも、永山判決やその後の最高裁判例が示した死刑選択の基準からも、極刑をもって臨むしかない」と結論づけた。
次回公判（同月24日）で弁護人の最終弁論が行われ、第一審の審理は結審した。両被告人の弁護団は、それぞれ殺害の計画性を否定した上で、「殺害・死体遺棄については、計画性がないなど、情状酌量の余地がある」と主張し、死刑についても、「永山判決」以降、被害者1人で死刑が確定した事例は、強盗殺人や身代金目的誘拐殺人、被告人に重大前科があった場合などに限られていることを挙げ、「最高裁が示した死刑選択の一般的基準に照らし、死刑選択は許されないケースである」「死刑制度は公権力による殺人であり、憲法違反」などと主張。このほか、Yの弁護人は、殺害・死体遺棄に関して自首が成立する点、両被告人の立場が対等であった点を主張した一方、Uの弁護人は「Uは終始Yに従属的で、殺害直前までその意思はなかった」と主張した。最終意見陳述で、両被告人はそれぞれ被害者や遺族への謝罪の言葉を述べた。

#### 無期懲役の判決
1998年3月17日に判決公判が開かれ、那覇地裁（林秀文裁判長）は死刑求刑を受けた2被告人を無期懲役に処す判決を言い渡した。
那覇地裁 (1998) は判決理由で、殺人の共謀が成立した時期について、「殺害場所を求めて第二現場（殺害現場）に向かったと考えるのが自然だ。第一現場から第二現場へ移動を開始する時点で、犯行の発覚を免れるためには殺害・死体遺棄しかないと考え、殺害の共謀を暗黙のうちに遂げた」と認定。また、Y側が主張していた自首の成立については、「Yは本事件について、ポリグラフ検査を受けた際に、『犯人であることが明らかにならないようにしよう』という姿勢で臨み、その後自白したため、自発的な申告とは言えない」として、自首の成立を認めなかった。
量刑理由では、両被告人の役割分担や、刑事責任の差について「被告人Yが多少主導した面もないわけではないが、Y・Uの両者とも、ほぼ同等の実行行為を分担しているため、両者に主従関係や、刑事責任の差はつけ難い」という判断を示した上で、「犯行は極めて卑劣・非情。被害者が死亡したと確信するまで首を執拗に絞め続け、殺害直後、何の躊躇いもなく遺体を投げ捨てた。平和な農村地帯で起きた本事件は、教育現場・地域社会を震撼させ、地元や県全体に不安と恐怖を与えた」と指摘。そして、遺族の被害感情や、検察官の死刑求刑については、「何の落ち度もない被害者が夢多い将来を永久に奪われた事件であり、遺族の悲しみ・絶望・怒りは絶大で、極刑を望んでいることも無理からぬものがある。両名の刑事責任は極めて重大で、検察官の死刑求刑にも相応の理由がある」と理解を示した。
しかしその一方で、被告人らにとって有利な事情として、拉致などについては場当たり的な犯行である点や、殺人・死体遺棄に限れば計画性は高くなく、拉致を行った時点では殺害を漠然と考えていたに過ぎない点を挙げ、「当初から殺害を確定していた身代金目的誘拐殺人のような事例と比較すると、悪質さの程度には若干の差異がある」と指摘した。その上で、Y・Uの両名とも、前科・前歴はなく、逮捕後には犯行を自白し、反省・謝罪の念を深めていることについても言及し、「犯罪傾向が強いとも言い難く、更生可能性は肯定できる」と判示した。
そして、「死刑は、罪責が誠に重大で、罪責の均衡の見地からも一般予防の見地からも極刑がやむを得ないと認められる場合に選択が許される究極の刑罰であり、その適用には慎重でなければならない。被告人らにとって有利に斟酌すべき事情がないとまでは言えず、近年死刑の適用に慎重になっている量刑の実情をも考えあわせると、死刑をもって処断するにはなお躊躇を感じざるを得ない」として、「被告人らには、犯行がいかに罪深いものであるかを自覚させつつ、終生、被害者の冥福を祈らせ、贖罪の道を歩ませるのが相当である」と結論づけた。
那覇地検は量刑不当を理由に、1998年3月30日付で福岡高等裁判所那覇支部へ控訴した。一方、被告人2人は控訴しなかった。

### 控訴審
1999年（平成11年）1月14日、福岡高裁那覇支部（岩谷憲一裁判長）で両被告人の控訴審初公判が開かれ、検察官は控訴理由をまとめた控訴趣意書と補充書を、両被告人の弁護人側は答弁書をそれぞれ提出した。控訴趣意書の内容は、「犯行は、役割分担や準備をした上での計画的犯行であり、態様も執拗・冷酷・残虐。遺族の処罰感情は以前強く、両被告人の更生可能性は認めがたいことなどを考えれば、刑事責任は重大。極刑をもって臨むほかない」として、原判決を破棄し、2人を死刑に処すよう求めるものだった。一方、弁護人側は、最高裁判例や世界的な死刑制度の潮流、そして日本国内では死刑適用件数が1965年（昭和40年）以降、著しく減少していることなどを挙げ、「死刑の適用が許される基準を満たさない」として、検察官の控訴を棄却するよう求めた。
第2回公判（同年3月11日）から、裁判長は飯田敏彦に交代した。同日、検察側の証人として被害者Aの両親が出廷し、「1人も2人も人の命は一緒だ。数の問題ではない」「殺害現場は人里離れた場所で、計画性は完全にあったはずだ。そもそも計画性が問題ではなく、犯行内容やその結果を重視すべきだ」「犯罪者は法律で人権が守られているのに、亡くなったわが子や家族には人権はないのでしょうか」などと述べ、2人を死刑にするよう改めて求めた。証人尋問後、検察官は目撃証人の出廷と、現場検証を求めたが、裁判所はいずれも却下した。
同年4月16日の公判では、被告人Uへの被告人質問が行われた。Uは弁護人からの質問に対し、「（死刑求刑に対し、無期懲役の判決を言い渡されたことについて）安堵感はあったが、本当にこれでいいのかとも思った」「責任の取り方として死刑になっても仕方ない」と答えた一方、検察官から拉致・殺害の計画性の有無を追及されると、「計画的ではなかった」と否定した。
控訴審は同年7月13日の公判（最終弁論）で結審した。検察官は、Aのリュックサックからわずかな所持金を奪った行為を「強盗殺人に匹敵する悪質性を有する」と指摘した上で、犯行の計画性・残虐性や、2人が真に反省しておらず、更生可能性が認められないこと、遺族の処罰感情が峻烈であり、一般社会の通念にも合致していることを主張し、「2人の刑事責任は重大で、一審判決は軽きに失し、極刑をもって臨むべき特別の必要性が高い事件である」と主張した。一方、両被告人の弁護人側は、「両親が被告人に死刑を望んでいる心情は十分に理解できる」とした上で、2人が心から反省していることを主張。「国家によってなされる死刑は究極の峻厳な刑罰である」と位置づけた上で、「死刑の適用可否は厳格に判断すべきで、適用の可能性があるか否かではなく、回避する可能性があるか否かを詳細に検討し、無期懲役の選択の可能性のある事情が一つでもあれば、回避すべきである」「（本事件は）過去の死刑適用例に当てはめても適用は許されない」と主張し、控訴棄却を求めた。

#### 無期懲役が確定
福岡高裁那覇支部（飯田敏彦裁判長）は1999年9月30日、2被告人を無期懲役とした第一審判決を支持し、検察官の控訴を棄却する判決を言い渡した。福岡高裁那覇支部 (1999) は判決理由で、「犯行は残忍・卑劣で酌量の余地はなく、被害者遺族の処罰感情も激しい。社会一般に与えた影響も無視できず、遺族が極刑を切実に希求する心情も十分に理解できるが、最高裁判例が示す死刑適用基準に沿って検討すると、殺害された被害者は1人で、暴行にも場当たり的・杜撰な面があり、計画性が高いとは言い切れない。両被告人とも前科・前歴はなく、更生可能性は皆無ではないことを考慮すれば、極刑がやむを得ない（無期懲役は軽すぎる）とは言えない」と述べた。
同判決に対し、福岡高等検察庁那覇支部は上告するか否か検討したが、判例違反などの上告理由を見い出せなかったため、同年10月13日、上告を断念することを決めた。弁護人も上告しなかったため、2人とも無期懲役が確定した。島袋盛慎 (2002) は犯人について、熊本刑務所に収監されているようだと述べている。

## 影響
事件は沖縄県の教育関係者に大きな衝撃を与え、事件後、地元では日中でも両親が子供たちを車で送迎する姿が目立つようになった。Aの通っていた羽地中学校は事件後の夏休み前、三者面談で各生徒の通学路を点検し、危険な箇所を避けて通るように指導した。また、県子ども会育成連絡協議会の事務局長を務めていた安田恵美子は、Aが道を尋ねてきた犯人たちに対し、親切に教えようとしたことを利用されて拉致されたことに言及し、事件がもたらした青少年への心理的影響（子どもたちの他人や大人に対する不信感）を懸念した。沖縄県教育庁は1997年1月3日の緊急課長会議で、児童生徒への安全指導について協議し、県内の各小中高校に対し、事件の再発防止に向けた体制確立（登下校の細かい指導や、声掛け運動など）を伝えたが、同庁内部からは、学校の指導体制の限界を指摘する声や、「この種の事件は避けようがない。社会全体が連携せねば再発は防げない」という声も上がっていた。『沖縄タイムス』記者の石川元は事件から8年後の2004年12月、奈良小1女児殺害事件の発生を受けて名護市内で開催された「子供たちの安全を守る緊急アピール大会」が開かれた際、市内で起きたこの拉致殺害事件についても言及されたことを踏まえ、本島北部や名護市の住民にはこの事件の記憶が強く残っているのだろうと指摘している。
事件をきっかけに県北部（名護市および国頭郡域）における機動捜査力の脆弱性が判明したため、沖縄県警は名護市内に機動捜査隊・自動車警ら隊の分駐所を設置することを計画した。また県警は事件後、児童・生徒の通学路に緊急の駆け込み場所「太陽の家」を設置するなどの対策を取った。
名護市議会（議長：我喜屋宗弘）は事件発生直後の1996年6月24日、当時行方不明だった被害者Aの捜索に参加するため、開会中だった定例会を同月末まで一時休会し、捜索活動に専念することを、全会一致で決定した。また、事件発生から1か月となる同年7月15日、名護市商工会青年部はAの捜索を優先するため、同月26日から予定されていた「第20回名護夏祭り」の中止を決定した。同市は2024年時点で、県内市町村で初めてとなる「犯罪被害者等支援条例」の制定を目指しているが、同年8月には同条例の制定に向けた会議で、名護署の副署長がこの拉致殺害事件について言及し、「少女が条例になって生まれ変わるくらいの気持ちで作っていきたい」と話していた。
事件発生を重視した島尻郡南風原町議会は、1996年6月27日の本会議で「町民の安全を確立し、夜間での路上犯罪のない明るい町づくりを図る」とうたった「明るく安全な町づくり宣言」を決議した。
事件が沖縄県民ではなく、本土の人間（「ヤマトゥー」）の犯行と判明したことから、沖縄県民の間では「ヤマトゥーの仕業だったか」という憤りの声も出たが、これについて言及した『沖縄タイムス』 (1997) は「沖縄人（ウチナーンチュ）は、本土の人間を指す言葉として『ヤマトゥンチュ』と『ヤマトゥー』を使い分けるが、前者は社交的な敬意を込めた意味合い、後者は本土への反感や差別的意識が働いた蔑称としてのニュアンスが強い。ウチナーンチュが後者の言葉を使う背景には、ウチナーンチュが『ヤマトゥー』の残酷な犯行によって犠牲となったことへの怒りや憎しみの表れであると同時に、本事件や一昨年（1995年）9月に発生した米兵による暴行事件など、外部の人間によって県民が犠牲になる事件が起きたり、犯罪だけでなく政治・経済など、様々な分野で本土から虐げられたりしてきた歴史の積み重ねが影響しているが、本事件により、『ヤマトゥー』ではない多くのヤマトゥンチュにまで好感を持つことのできない県民が増えてはならないと思う」と言及している。
なお、名護市では1996年から年末年始に東江中学校出身の新成人らが、銭ケ森の斜面に「光文字」を点灯する行事を行っているが、1997年（2回目）はAを追悼する「花」の文字が点灯された。
2005年には、沖縄県警から石垣市市民生活課副主幹に出向した大城辰男が、この拉致殺害事件など県内で実際に起きた事件を題材としたイラスト付き講話のDVDを『大城辰男講話シリーズ』として制作し、石垣市内の学校などで行われる事故や犯罪防止の授業用に貸し出す予定と報じられた。この拉致殺害事件を題材にした話は「忘れないで」というタイトルで、約25分の作品である。大城は2003年度に石垣市交通安全条例に基づき、県警から石垣市に派遣されて以降、「安全」をテーマに出前講話を行ってきたが、ある事件の被害者の家族から事件が風化することを危惧する声を聞き、「もっと多くの人々に講話を聞いてほしい」と考えてDVD化を思いついたという。

### 被害者遺族の活動
被害者Aの父親は事件後、毎日のように自身で車を運転して県内を探し回り、白いワゴン車の目撃者から話を聞いて回った。『女性セブン』記者の取材に対し、Aの母親は、夫（Aの父親）について「事件後、仕事のある日は仕事が終わってから、休日は朝7時ごろから夜10時ごろまで沖縄中の車が通れる道をすべて探し回っていた」と、近隣住民は「毎日のように夫婦でAを探していた。休日にはAの妹も一緒に出掛けていたが、妹は留守番する際、父に対し『お姉ちゃんを連れて帰ってきてね』と言っていた」と述べている。彼は警察による組織的捜索が終わった7月以降も、娘の生存を信じて地元有志とともに、自主的な捜索活動を継続していた。同年11月、Aの父は医師から自律神経失調症と診断されたため、上司に休職を勧められ、同月初めには勤務先に休職願いを出したが、その後も娘を探し続けていた。同年12月、情報提供を求めるビラを配っていたAの両親に対し、親戚の女性が「Aちゃん、かわいそうに」と声を掛けたところ、Aの父は「Aはまだ生きてるんだから、そんなふうに言わないでください」と言っていた。また、Aの伯父（本島中部在住）や兄弟も事件以降、仕事や学校を休んで捜索活動を行っていた。
Aの父親は事件後、子供や配偶者が一方的に重大犯罪の犠牲になった事件の被害者遺族によって構成される犯罪被害者家族会「花の会」（2003年12月7日結成）の会長に就任し、2004年4月以降、犯罪被害者家族の立場から講演活動を行い、公的な裁判費用の立て替えや弁護士を紹介する制度の必要性などを訴えている。この会の名前は、喜納昌吉の曲名が由来である。沖縄県副知事や女性としては初となる沖縄県公安委員会委員、沖縄被害者支援ゆいセンターの理事長を務めた尚弘子は、自身が公安委員長を務めていた1996年に発生したこの事件を心に深く残っている事件として挙げた上で、Aの父親は「花の会」の会長として、同じような事件で家族を失った被害者遺族に対し「自分はこうして乗り越えた」という話をしていると述べている。また彼は「九州・沖縄犯罪被害者連絡会」（みどりの風）に所属し、同会により2016年・2019年にそれぞれ那覇市内で開催された「九州・沖縄犯罪被害者大会in沖縄」の大会実行委員長を務めた。
2003年（平成15年）12月7日付の『琉球新報』では、島尻郡佐敷町（現：南城市）在住の女性が被害者Aの父親に対し、Aを追悼する歌2曲を収録した自主制作CDを贈呈したことが報じられた。CDに収録された曲は、子供の誕生を喜ぶ「生命の輝き」と、子を失った気持ちを歌った「空になって」の2本で、この女性（活動名は「紅露順子」）はAと同い年の息子がいたことから事件を他人事とは思えず、2002年6月にAの父親を訪ねて自分で録音したこれらの曲のデモテープを渡したところ、Aの父親から「CD化して、事件の教訓を夜に広めてほしい」と依頼されたことを受け、1年間歌の練習を続けてCDを制作したという。このCDの売上金のうち、一部はAの父親が会長を務めていた「花の会」に贈られている。

### 地域住民の活動
1997年2月11日には名護市仲尾次の「仲尾次空手道場」関係者や、Aの通学していた中学校のPTAら15人が、防犯活動や青少年の健全育成への取り組みを目的としたボランティアグループ「子供たちを守る会『花』」を結成した。そのメンバーには、捜査に協力した被害者Aの父親の同僚たちも含まれており、Aの父親やミュージシャンの喜納昌吉が会の趣旨に賛同していた。「花」の名前は「でぃんさぐぬ花」（親子が互いを思う内容）の民謡と、喜納昌吉の曲名から取ったものである。また、会の合言葉は「守ろうよ我が村の子供達を」である。
同会は結成直後、羽地大橋近くの丘に「すべてのこどもの心に花を」と書いた看板（長さ9 m、幅90 cm）を設置し、2004年時点では羽地地域の住民だけでなく、市内他地域の住民も含めた約20人がメンバーとして在籍、毎日児童・生徒の当下校時刻に合わせて広報車を出動させ、約1時間のパトロールを行っている。この巡回活動以外にも「ライトアップ推進事業」を支援するための資金寄付、県内の行方不明者捜索への協力、仲尾次に地域の悩み相談室「よりどころ」を設置し、児童・生徒の相談に乗るなどの活動を続けており、会長の宮里文博は結成25年目の2021年、一般社団法人日本善行協会から秋季善行表彰を受けた。『琉球新報』は宮里について、Aが行方不明になった際に自身が主宰する首里手少林流の空手道場の門下生から助けを請われて捜索活動に参加したことがきっかけで「花」を結成したと報じており、宮里は同紙の取材に対し、「子どもたちには人道に反しないよう、己に勝つことが大切だと教えていきたい」と語っている。
また「花」は事件を再発・風化させず、子どもたちの安全を守ることを目的に、名護市羽地の「花の森」で「安全宣言大演奏のつどい」を2004年時点までに8回開催した。それ以外にも、2003年には台風14号で被災した宮古島へのカンパ資金を集めるためのチャリティーコンサートを開催したり、会の取り組みを新聞報道で知ってその取り組みに賛同した北中城村立北中城小学校の父母教師会との交流会を行ったり、2024年に発生した能登半島地震の被災地支援を目的としたチャリティーコンサートを開催したりといった活動を行っている。『沖縄タイムス』は「花」による見守り活動の資金について、宮里自身が作詞・作曲した「友情（どぅし）の花」などの歌をイベントで自ら歌うなどして集めたものだと報じている。1999年には宮里ら8人のメンバーで「花バンド」を結成し、各地のイベントに出演して会のPR活動を行ったところ、この活動に興味を持った高校生らが活動拠点である「花の森」を訪れるようになったという。「花バンド」はAを追悼し、安全な地域づくりを目指す目的で開催された「安全宣言大演奏会」で、Aへの思いを込めた「どぅしの花」という曲を歌うなどしており、沖縄民謡を通じて人々を元気づけたり、空手道場を開いて子供たちに自衛を教えたりなどの活動を行っていると紹介されている。
「花」は1997年3月、被害者の慰霊と事件の再発防止を願い、遺棄現場（国頭村楚洲）に「少女の涙に虹がかかるまで」と書かれた木製のモニュメント（標柱）を建て、同時に周辺の草木を伐採し、サクラやイペーなどを植樹した。同年6月15日には、Aの遺族やボランティアにより、白い御影石製の観音像が建立された。この観音像は「悲母救花観音」（ひぼくげかんのん）という名前で、隣接して「南無観音救世霊供養地、〔Aの実名〕之霊碑」も建立されている。それ以降、Aの遺族や支援者らが献花・焼香を年2回行っているほか、事件から25年が経過した2021年（令和3年）6月時点では、名護署や事件発生時に捜査に携わった県警OBらも、「沖縄被害者支援ゆいセンター」や、「花」と連携し、慰霊と事件の風化防止のため、遺棄現場の周辺を清掃したり、献花・焼香を行ったりしている。

### 被害者の実名報道など
『朝日新聞』 (1997) によれば、拉致事件を報道した1996年6月22日・23日は、新聞各紙（いずれも東京本社発行の最終版）は被害者Aを匿名で報道していたが、県警が公開捜査に切り替えたことを伝える同月29日付の記事で、実名報道に切り替わった。しかし、遺体発見および犯人逮捕を報じた1997年1月3日・4日の記事では、『読売新聞』『産経新聞』が「乱暴した」という犯人Yの供述とともに、Aの実名・顔写真を紙面に掲載した一方、『毎日新聞』『日本経済新聞』は「乱暴」という表現を使わず、『朝日新聞』はAを匿名にした上でYの供述を掲載した。
なお、地元紙の『沖縄タイムス』『琉球新報』の場合、前者は6月28日の速報（号外）で初めてAの実名・顔写真・所属中学校などの情報を掲載した一方、後者は6月29日の朝刊で初めてAの顔写真を掲載して以降も、匿名報道を続けていた。しかし、同年7月12日付の朝刊でAの実名を掲載して以降、Aの実名を掲載していた。その後、遺体発見を報じた際には両紙とも、Aの実名・顔写真を報じており、Uが逮捕された時点でもAは実名報道されていたが、起訴段階では『琉球新報』はAを引き続き実名で報じていた一方、『沖縄タイムス』は匿名に切り替えていた。第一審の初公判を報じた際（1997年4月24日）は、両紙ともAを匿名で報じている。

## 評価
第一審判決宣告（1998年3月17日）の際、沖縄県警刑事部長・田場一彦は「沖縄県の犯罪史上まれにみる凶悪な犯行。事件の教訓を生かし、北部地域の治安強化のため、初動捜査体制の充実など、再発防止策を推進している」とのコメントを出した。『琉球新報』社会部記者の斎藤学は、控訴審判決を受け、「国が生命を奪う刑である死刑と、無期懲役（当時、判決確定から仮釈放の時期は20年前後とされていた）の落差は被害者遺族からすれば雲泥の差で、被害者救済も立ち遅れている。（控訴審判決は）改めて刑の均衡（終身刑の導入など）や、被害者・遺族の救済、死刑制度など、司法のあり方を考えるきっかけとなった」と評している。
島袋盛慎は2002年（平成14年）に発売された『あやもどろ』第9号（那覇市文化協会文芸部会）に事件を取り扱ったルポ「少女の涙に虹かかるまで」を寄稿し、癒やされない関係者の思いなどを伝えながら、国による被害者家族への補償などを訴えている。島袋はこの中で、この事件を「わが国の犯罪史上、類のない凶悪犯罪のひとつ」と位置づけ、犯人2人が死刑ではなく無期懲役になったことについて「沖縄県民に筆舌に尽くしがたい無念さを抱かしめている。」と評し、2人に対しては「全県民が望んでいるように極刑が妥当」であると述べ、また裁判官が判決時に述べた「死刑廃止は国際的になっている」という言葉は被害者の心を逆撫でするようなものになっているとも評している。またUの父親が公判で裁判官に減軽を訴え、被害者に土下座して謝罪したことについても「一つの芝居」と評し、真に誠意があるならばその場で「誠意をもって被害者の救済に応じたい」と答えるべきであったと評している。その上で、加害者およびその家族に慰謝料支払いの能力がないのならば、国が国策により被害者の生活救済を行うべきであり、被害者への給付金増額、公的保険などの併給禁止の撤廃、刑法の即時改正や、犯人の消息・動向を逐次被害者に告知することが必要であると提言している。
惠隆之介は、事件当時、1機しかなかった沖縄県警のヘリコプターがオーバーホール中だったことから、その代わりに自衛隊が救難ヘリコプターを捜索のため、本事件が発生した本島北部へ発進させようとしていたが、当時の大田県知事が発進を許可しなかった旨を主張している。その上で、惠は月刊誌『諸君!』（文藝春秋）で、「もし太田知事が（自衛隊に）出動を要請していれば、少女殺害時刻の1時間前には、すでに自衛隊ヘリが現場上空に達していたのだ。」と主張し、自著 (2013) で県知事の対応を「完全な初動捜査ミスで、自衛隊機発進を許可しなかった県知事の責任は重い」と批判したほか、「沖縄の主要2紙（『琉球新報』『沖縄タイムス』）や婦人団体は、米軍兵士が事件を起こすと大きく報道して厳罰を要求するが、この（無期懲役）判決については単純に客観報道で一切抗議しなかった。同種の事件でも、犯人が米兵か否かで事件の扱いに差が出ている」という旨を指摘している。なお、惠 (2013) は「1956年（昭和31年）9月3日に米海兵隊士が沖縄女児を殺害した事件」を引き合いに出し、その事件では「犯人の米兵は軍法会議で死刑を言い渡され、間もなく執行されていた」として、犯人2人が無期懲役に処された本事件の判決の不当性を主張しているが、その引き合いに出されている女児殺害事件（由美子ちゃん事件）の発生年は1955年（昭和30年）であり、また同事件の犯人である米兵は軍法会議で死刑を言い渡されたものの、刑を執行されることはなく、後に米大統領令により、仮釈放を認めない条件付きで重労働45年の刑に減刑されたばかりか、最終的には「仮釈放を認めない」という条件さえ反故にされている。
元裁判官で弁護士の森炎（東京弁護士会）は、日本における死刑判断の大きな枠組みを殺害された被害者の数が占めており、2人が殺害された事件の場合以外は実質的な判断がほとんど行われていない（「1人殺害」＝死刑回避、「3人以上殺害」＝死刑、という量刑相場が定着しており、「2人殺害」の場合は情状により死刑適用可否が判断されている）ことを指摘した上で、本事件と愛知交際2女性殺害事件（2011年に最高裁で死刑が確定）の判例を比較し、「人数基準という画一的な共通基準を当てはめることの弊害」を指摘している。